# ポーラスター 〜君だけ信じて〜
『ポーラスター 〜君だけ信じて〜』は、春原佑紀のデビューシングルである。CDコードはCOCA-15254

## 収録曲
1. ポーラスター～君だけ信じて～
  - 　作詞：土生京子(worDs works)／作曲・編曲：菅原サトル／コーラスアレンジ：菅原サトル&ロブバード
  - 　テレビ朝日系ドラマ 『ガラスの仮面』主題歌
2. AGAIN
  - 　作詞：土生京子(worDs works)／作曲：エディ山本／編曲：エディ山本・菅原サトル／コーラスアレンジ：菅原サトル&ロブバード